# Ventuari
Ventuari (špa. Río Ventuari) je rijeka u Venezueli duga 474 km, jedna od većih pritoka Orinoca.

## Zemljopisne karakteristike
Ventuari izvire na jugu Venezuele na padinama planine Sierra Uachadi, odatle teče prema zapadu. Zatim uz velike meandre teče prema sjeveru, nakon tog pravi veliki zavoj i vraća se na jug, nakon tog ponovno teče prema zapadu da se kod grada San Fernando de Atabapo ulije u Orinoco. 
Rijeka je plovna velik dio svog toka do Slapova Tencua (Saltos Tencua), a to je oko 100 km od izvora, u tom zadnjem dijelu ima još dva slapa - Oso i Mono.
Najveće pritoke rijeke su; Uesete, Yatiti, Parú, Asíta, Manapiare, Marieta, Guapachí, Yureba, Iamara i Camani.

## Vanjske poveznice
- Geografía Estado Amazonas  Arhivirana inačica izvorne stranice od 2. srpnja 2012. (Wayback Machine) (šp.)